# Edithcolea grandis
Edithcolea grandis je sukulentní rostlina původem z Afriky, jediný druh monotypického rodu Edithcolea. Ten patří do tribu Stapeliinae v podčeledi Asclepiadoideae v čeledi toješťovité (Apocynaceae). Rostlina je pojmenována po Edith Coleové (1859–1940), britské botaničce.

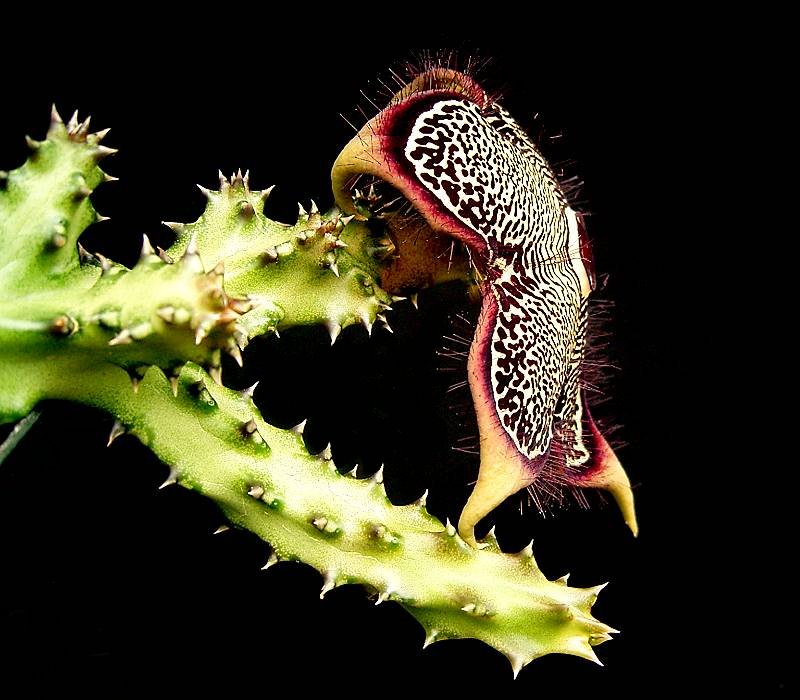
Výhonky s trny a květem

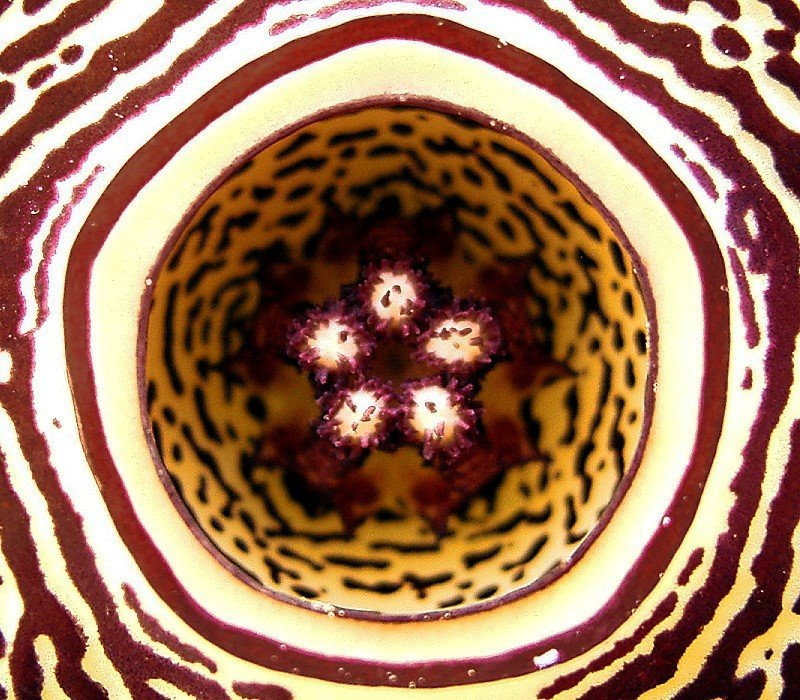
Pohled do středu květu

Edithcolea grandis je trvalka, sukulent mající poléhavé, vzestupné, silně rozvětvené výhonky. Dosahují výšky až asi 10 cm a průměr 1 na 1,5 cm. Jsou zaobleny v průřezu se čtyřmi až pěti žebry. Žebra jsou někdy šroubovitá. Povrch je holý a hnědo-olivový, na něm jsou kónické bradavice nesoucí tvrdé a ostré trny.
Rostlina obvykle nese jediný květ, které vyrůstá na stopce na horních částech výhonku. Květ je plochý, oboupohlavný a v průměru mívá 8 až 12.5 cm. 
Plody jsou měchýřky. Oválná, světle hnědá, asi 6 × 4 mm velká  semena nesou chomáček chmýří o průměru 25 až 30 mm.
Edithcolea grandis se vyskytuje v Etiopii, Somálsku, Keni, Ugandě, Tanzanii a na ostrově Sokotra. Jako první rostlinu popsal v roce 1895 Nicholas Edward Brown.